# 喬塔省
喬塔省（西班牙語：Provincia de Chota），是秘魯的省份，位於該國北部卡哈馬卡大區，首府是喬塔，海拔高度2,388米，面積3,795平方公里，2005年人口165,411，人口密度每平方公里43.59人。